# Symphlebia
Symphlebia este un gen de insecte lepidoptere din familia Arctiidae.

## Specii[1]
- Symphlebia abdominalis
- Symphlebia affinis
- Symphlebia alinda
- Symphlebia amaculata
- Symphlebia angulifascia
- Symphlebia anodonta
- Symphlebia aryllis
- Symphlebia catenata
- Symphlebia citrarius
- Symphlebia costaricensis
- Symphlebia dissimulata
- Symphlebia distincta
- Symphlebia doncasteri
- Symphlebia dorisca
- Symphlebia erratum
- Symphlebia favillacea
- Symphlebia foliosa
- Symphlebia fulminans
- Symphlebia geertsi
- Symphlebia haenkei
- Symphlebia haxaiei
- Symphlebia herbosa
- Symphlebia hyalina
- Symphlebia ignipicta
- Symphlebia indistincta
- Symphlebia ipsea
- Symphlebia jalapa
- Symphlebia jamaicensis
- Symphlebia juvenis
- Symphlebia lophocampoides
- Symphlebia maculicincta
- Symphlebia meridionalis
- Symphlebia muscosa
- Symphlebia nega
- Symphlebia neja
- Symphlebia nigranalis
- Symphlebia nigropunctata
- Symphlebia obliquefasciatus
- Symphlebia ochrida
- Symphlebia palmeri
- Symphlebia panema
- Symphlebia perflua
- Symphlebia primulina
- Symphlebia pyrgion
- Symphlebia rosa
- Symphlebia rufobasalis
- Symphlebia similis
- Symphlebia suanoides
- Symphlebia suanos
- Symphlebia subtessellata
- Symphlebia sulphurea
- Symphlebia tessellata
- Symphlebia tetrodonta
- Symphlebia tolimensis
- Symphlebia underwoodi
- Symphlebia venusta